# Mozaffar ad-Din Szah Kadżar
Mozaffar ad-Din Szah Kadżar (ur. 25 listopada 1853 w Teheranie, zm. 9 stycznia 1907 tamże) – szach Persji z dynastii Kadżarów.
Był synem szacha Persji Naser ad-Dina Szaha Kadżara. Na tron wstąpił po śmierci ojca 1 maja 1896. W 1906 pod wpływem protestów społecznych został zmuszony do przyjęcia konstytucji, która ograniczyła jego władzę. Po śmierci Mozaffar ad-Dina jego następcą został najstarszy syn Mohammad Ali Szah Kadżar.
Odznaczony m.in. Orderem Aghdas i brytyjskim Orderem Podwiązki.